# Omega Octantis
Omega Octantis (23 Octantis) é uma estrela na direção da constelação de Octans. Possui uma ascensão reta de 15h 11m 08.79s e uma declinação de −84° 47′ 16.2″. Sua magnitude aparente é igual a 5.88. Considerando sua distância de 318 anos-luz em relação à Terra, sua magnitude absoluta é igual a 0.93. Pertence à classe espectral B9.5V.